# ماركوس باولو سانتوس
ماركوس باولو سانتوس (بالبرتغالية: Marcos Paulo dos Santos) (26 مايو 1976 بسانت أندري في البرازيل - ) هو لاعب كرة يد برازيلي، شارك في الألعاب الأولمبية الصيفية 2004.

## وصلات خارجية
- ماركوس باولو سانتوس على موقع أوليمبيديا (الإنجليزية)